# یوماتوو
یوماتوو (انگلیسی: Yumatovo) یک شهرک در شهرستان اوفیمسکی استان باشقیرستان کشور روسیه است.